# Charaxes pondoensis
Charaxes pondoensis es una especie de lepidóptero perteneciente a la familia Nymphalidae, correspondiente al género Charaxes. Las larvas se alimentan de Milletia sutherlandi y Milletia grandis.

## Localización
Es una especie de lepidóptero que se encuentra distribuido en el sur de África.